# Jurij Buslenko
Jurij Mychajlovyč Buslenko (31. května 1951, Kyjev – červen 2014, tamtéž) byl ukrajinský fotograf.

## Životopis
V roce 1974 absolvoval Kyjevskou národní univerzitu Tarase Ševčenka. Soukromě studoval u ukrajinských fotografů (zejména u Mykoly Kozlovského). Pracoval v předních nakladatelstvích na Ukrajině i v zahraničí. Byl mu udělen diplom 1. stupně. I. Fedorova (1983).

## Dílo
Ilustroval řadu čistě ukrajinských publikací:
- Ukrajinská sovětská encyklopedie
- „Kyjev: Historický přehled v mapách, ilustracích, dokumentech“ (1982)
- Geografická encyklopedie Ukrajiny (ve 3 svazcích, 1983–1988)
- Ukrajinská literární encyklopedie (1988–1995)
- Encyklopedie „Umění Ukrajiny“ (roč. 1, 1995)
- Kyjev (1981–1982; 1986)
- Černihivščyna (1990)
- Poltavščyna (1992)
- „Historie měst a vesnic Ukrajinské SSR“ (svazky „Kyjev“, „Chernihivská oblast“)

fotoalba
- „Kyjev-Pečerskaja Lavra“, „Sofijská rezervace“ (obě 1985)
- „Ukrajina!“ (1995)
- „Kyjev se zlatou kopulí“ (1995, autor. )
- Libye (1997)
- „Kamjaněc na Podillii“ (2000, autor. )
- „Sbírka památek historie a kultury Ukrajiny . Kyjev “(kniha 1, 1999; kniha 2, 2003; plně ilustrovaná)

umělecké kalendáře
- „Malebná Ukrajina“ (1997)
- „Ukrajinská říční flotila“, „Karpaty“ (1990–1997; vše - Kyjev)
- sbírky uměleckých fotografií ukrajinské historické krajiny, krajiny, uměleckých materiálů v časopisech „Naše dědictví“, „Mezinárodní cestovní ruch“, „Kyjev“, „Panorama“, „Vítejte na Ukrajině“ a další.

alba
- Národní historická a architektonická rezervace Kamjaněc. - K.: Triumf, 2000, 128 s. (autor)
- Kyjev: město a jeho památky: průvodce fotoknihou. - К.: Spalach, 2000, 80 s. (autor)